# Sauvetrea unicarinata
Sauvetrea unicarinata är en orkidéart som först beskrevs av Charles Schweinfurth, och fick sitt nu gällande namn av Dariusz Lucjan Szlachetko. Sauvetrea unicarinata ingår i släktet Sauvetrea och familjen orkidéer. Inga underarter finns listade i Catalogue of Life.